# Here We Are (album)
Pour les articles homonymes, voir Here We Are.
Albums de Jane
Together
(1972) Jane III
(1974)
Singles
1. Here We Are
Sortie : 1973

Here We Are est le deuxième album studio du groupe de rock progressif allemand Jane. Il est sorti en 1973 sur le label allemand Brain Metronome et a été produit par Günter Körber.

## Historique
Cet album voit l'arrivée de Wolfgang Krantz à la basse et aux guitares. Krantz avait déjà joué avec les membres du groupe alors que celui-ci s'appelait Justice of Peace. Après le départ du chanteur Bernd Pulst, Peter Panka s'attela au chant en plus de la batterie. Klaus Hess et Wolgang Krantz se partagent les parties de guitare et de basse.
Dieter Dierks s'occupa du mixage final et des effets électroniques dans ses propres studios à Stommeln.
La tournée qui suivra la sortie de cet album verra le retour de Charly Maucher à la basse.
La réédition de 2005, verra l'ajout de 4 titres supplémentaires.

## Liste des titres
- Tous les titres sont signés par le groupe.

1. Redskin - 8:54
2. Out in the Rain - 5:48
3. Dandelion - 2:19
4. Moving - 3:56
5. Waterfall - 4:25
6. Like a Queen - 2:38
7. Here We Are - 5:37

Bonus tracks (Réédition 2005)
1. Daytime (single edit) - 5:10
2. Hangman -  3:59
3. Here We Are (single edit) - 3:48
4. Redskin (single edit) - 2:41

## Musiciens
- Peter Panka: chant, batterie, percussions
- Klaus Hess: guitares, basse
- Wolfgang Krantz: guitares, basse
- Werner Nadolny: orgue, mellotron

avec
- Miriam Kalenberg, Ariane Gottberg, Brigitte Blunck, Angelika Winkler, Peter Heinemann: chœurs
- Günter Körber: chœurs et production